# Пряпорец и гусла
„Пряпорец и гусла“ е първата стихосбирка на Иван Вазов. Издадена е под псевдонима му Пейчин в Румъния през 1876 г.
Повечето от стихотворенията в стихосбирката са написани в Сопот, а останалите – в Букурещ. Произведенията са създадени като бунтовнически песни, повечето от които излизат в стихосбирката. За създаването им Вазов се е повлиял от новите революционни идеи и от книжката „Песни и стихотворения от Ботьова и Стамболова“ на Христо Ботев и Стефан Стамболов.
Стихосбирката „Пряпорец и гусла“ е издадена изцяло на собствени разноски на автора. Разпространявана е и продавана от търговеца Д. В. Манчов. Вазов не получава пари от продажбата ѝ.
Тогава поетът ползва псевдонима Пейчин, подсказан му от Манчов. Предпочел е подписването с псевдоним, за да не излага на риск от преследване баща си и братята си в Османската империя.
Сборникът включва следните стихотворения:
- „Борът“
- „Сиромахкиня“
- „Новонагласената гусла“
- „Отмъстител“
- „Волентиринът“
- „Пряпорец“
- „Панагюрските въстаници“
- „Свобода или смърт“
- „Радецки“
- „Де е България?“